# 赖忠坚
赖忠坚（1988年1月28日—），广西贵港人，中国男子游泳运动员。

## 生平
2008年北京奥运会中国体育代表团成员，成绩达到北京奥运会Ａ标。主攻200米蛙泳，2007年国内四连冠。
注册单位是海军游泳队，原输送单位是广西壮族自治区游泳队，是解放军双计分运动员。

## 运动经历
- 1996年 广西壮族自治区贵港市业余体校 教练丘克军[3]
- 1997年 广西壮族自治区南宁市区体校 教练陈斌
- 2002年 广西壮族自治区游泳队 教练曾尚义
- 2003年 海军游泳队 教练叶瑾[4]
- 2003年 国家游泳队 教练叶瑾

## 主要成绩
- 2003年 全国游泳锦标赛 200米蛙泳 第一名（2:18.05）
- 2004年 全国游泳冠军赛 200米蛙泳 第一名（2:16.09）[5]
- 2005年 全国游泳冠军赛 200米蛙泳 第一名（2:15.09）
- 2005年 全国运动会 200米蛙泳 第二名
- 2006年 亚洲游泳锦标赛 200米蛙泳 第二名（2:15.43）
- 2006年 全国游泳冠军赛 200米蛙泳 第一名（2:14.06）[6]
- 2006年 全国游泳冠军赛 4×100米混合泳接力 第一名
- 2006年 全国游泳锦标赛 200米蛙泳 第一名（2:13.68）
- 2006年 全国游泳锦标赛 4×100米混合泳接力 第一名
- 2006年 亚洲运动会 4×100米混合泳接力 第二名
- 2006年 全国冬季游泳锦标赛 100米蛙泳 第一名（1:02.63）
- 2006年 全国冬季游泳锦标赛 200米蛙泳 第一名（2:15.00）
- 2007年 全国城市运动会 100米蛙泳 第三名
- 2007年 全国游泳冠军赛 100米蛙泳 第二名[7]
- 2007年 全国游泳锦标赛 100米蛙泳 第一名（1:02.72）
- 2008年 全国游泳冠军赛 200米蛙泳 第二名